# Allégories franciscaines
Les Allégories franciscaines désignent les fresques de la voûte en croisée d'ogives au-dessus du maître-autel de l'église inférieure de la basilique Saint-François d'Assise. Attribuées à Giotto et à son atelier (en particulier à Parente di Giotto et au Maestro delle Vele), elles peuvent être datées vers 1334.

## Histoire
Cet ouvrage est évoqué par Vasari qui l'a décrit en détail et l'a attribué à Giotto. Adolfo Venturi rejetait déjà cette attribution en 1905, qui n'était alors soutenue que par un petit nombre d'historiens, principalement liés à l'Ordre franciscain, dont Gosebruch (1958). L'historien de l'art Cesare Gnudi a toutefois trouvé des liens avec le Triptyque Stefaneschi, parvenant  à l'hypothèse qu'ils avaient été commandés par le cardinal Giacomo Stefaneschi lui-même, protecteur de l'Ordre franciscain depuis 1334.

## Description et style
Dans les quatre grandes voiles sont représentées des allégories de la Chasteté, de la Pauvreté et de l'Obéissance, pierres angulaires de la règle franciscaine, ainsi qu'un Triomphe de saint François, tous sur fond doré : la présence en grande quantité du métal précieux est exceptionnel pour une fresque et témoigne de la somptuosité atteinte dans la décoration de la basilique, dans un esprit révisionniste évident à l'égard du paupérisme prêché par le saint fondateur. Les inscriptions dans les scènes aident à comprendre le programme iconographique complexe.
La relation avec les Histoires du Christ situées dans les deux bras du transept est fondamentale, puisque le programme iconographique général tendait à exalter la ressemblance entre François et le Christ. Des décorations géométriques ou avec des éléments végétaux stylisés enrichis de têtes, entrecoupés de losanges contenant des scènes figuratives symboliques ou des bustes d'anges, courent dans les cadres et les nervures. Les figures allégoriques sont tirées de l'Apocalypse et de l'Ancien Testament.
Dans l'épaisseur de l'arche entre le presbytère et la nef, se trouvent les premiers compagnons de saint François dans des tondi.
Les scènes montrent un goût quelque peu archaïque et un style décoratif influencé par l'école siennoise. Les nombreuses figures, avec leur allure festive générale, ont souvent une expression étonnée et sont attribuées au Maestro delle Vele.

### Allégorie de la Pauvreté

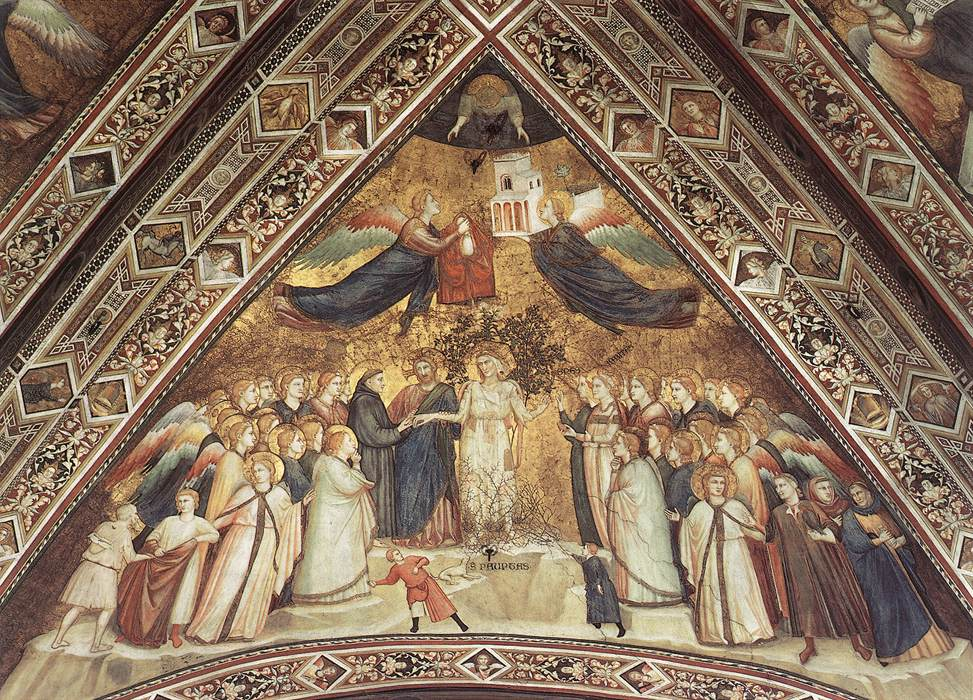
Allégorie de la Pauvreté.

La voile attenante à la nef montre l'Allégorie de la Pauvreté et est attribuée au Parente di Giotto, un peintre toscan peut-être identifiable au mystérieux Stefano Fiorentino loué par Vasari.
La figure de Dame Pauvreté (« S. [ancta] Paupe [ri] tas ») se dresse au centre, avec les pieds parmi les ronces, symbole des difficultés de la vie, qui se transforment en roses derrière elle. Le Christ tient sa main droite en l'approchant de son mari, saint François, qui lui tend la bague. Il passe ensuite à son tour à droite de deux vertus théologales, reconnaissables aux inscriptions et aux couleurs des robes : l'Espoir en vert et la Charité au manteau rouge, qui a la tête entourée de roses et offre un cœur aux époux. Sur les côtés, deux groupes d'anges remplissent la scène.
D'autres scènes symboliques sont peintes dans les coins inférieurs : à gauche, un jeune homme offre son manteau à un pauvre homme, prenant exemple sur ce que François a fait dans sa jeunesse, tandis qu'à droite trois jeunes refusent l'invitation d'un ange à suivre l'exemple franciscain, se détournant. Ils symbolisent les péchés capitaux de l'Orgueil, de l'Envie et de l'Avarice. Le premier est un jeune homme riche, avec un faucon sur le bras, qui fait un geste obscène en direction de la Pauvreté (le signe de la figue, également mentionné par Dante, obtenu en insérant le pouce entre l'index et le majeur) ; l'Envie est un homme encapuchonné qui porte sa main sur sa poitrine, tandis que l'Avarice est un homme qui tient un paquet d'argent dans un sac serré contre sa poitrine.
En bas au centre, d'autres personnages méprisent la Pauvreté, qui pourtant les ignore : un chien qui aboie, un enfant qui jette une pierre et un autre qui harcèle la Pauvreté avec un bâton.
Au sommet, enfin, deux anges offrent à Dieu, qui apparait dans le halo du coin supérieur de la voile, une maquette de palais avec un jardin et une robe avec des ornements et des galons dorés, symboles des biens terrestres. La figure de Dieu penchée en avant, montrant la partie supérieure du cou et des bras, est une invention puissante de Giotto, dont le prototype remonte à la scène du Baptême du Christ dans la chapelle des Scrovegni.
La scène montre une fluidité dans la représentation narrative et une grande habileté dans la caractérisation individuelle des personnages, dans le souci du détail et dans la description de l'environnement.

### Allégorie de la Chasteté

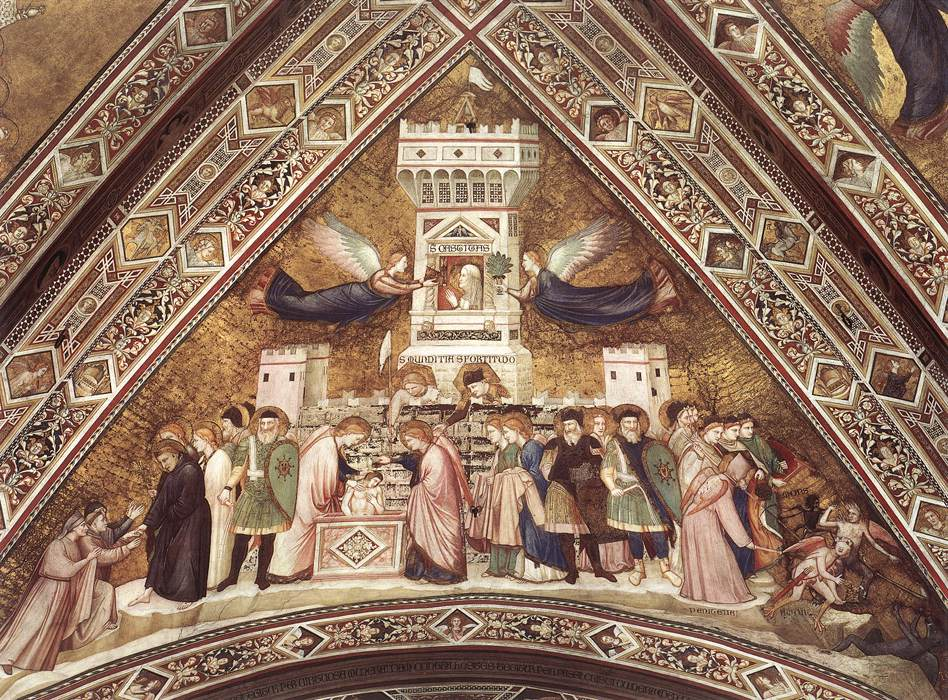
Allégorie de la Chasteté.

La voile de droite contient l'Allégorie de la Chasteté (« S. [NCTA] castitas »).  La protagoniste, vêtue d'un voile monastique, se retrouve à l'intérieur d'une tour crénelée blanche, sur laquelle ondule une bannière de la même couleur, symbole de pureté. Deux anges volent vers elle, lui apportant un diadème, symbole de la noblesse d'âme, et la palme, symbole de récompense dans le royaume des cieux. Les vertus de la propreté (« S. [ncta] Munditia ») et la place forte (« S. [ncta] Fortitudo ») surgissent des murs entourant la tour, avec les halos polygonaux typiques, offrant une bannière blanche et un bouclier doré à un jeune homme qui se lave avant d'entrer dans la forteresse, assisté de deux anges qui l'arrosent et de deux qui l'attendent avec des vêtements propres et secs. Le long du périmètre des murs, le château est gardé par de vénérables guerriers.
Au coin gauche, saint François, suivi de deux vierges tenant une croix, amène au château un frère mineur et une pauvre dame, représentant les trois membres de la famille franciscaine.
Dans l'autre coin, trois vierges guerrières, assistées de Pénitence, une figure angélique avec une capuche recouvrant ses épaules, chassent les démons de la mort, un squelette noir avec une faux, de l'Amour charnel, un Cupidon aux yeux bandés, de Souillure (c'est-à-dire la saleté, le contraire de la « Munditia »), représentée en diable ailé et noir avec une tête de cochon, et de Concupiscence, une figure mi-homme et mi-bête.
La scène est attribuée à Parente di Giotto.

### Allégorie de l'Obéissance

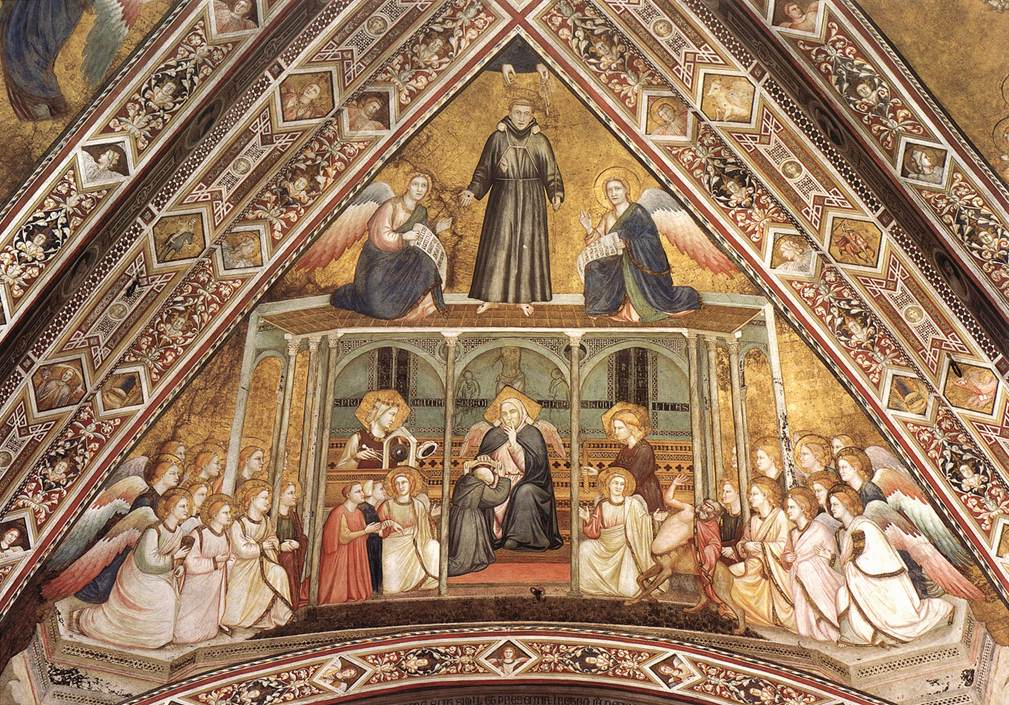
Allégorie de l'Obéissance.

L'Obéissance, protagoniste de la voile gauche, se trouve sous une loggia aérée à trois arcades, décorée de mosaïques cosmatesques et, sur le mur du fond, par le dessin d'une Crucifixion avec les pleureuses. L'œuvre présente une perspective renversée qui augmente sa largeur et sa profondeur, selon un expédient déjà utilisé dans l'Apparition au Capitole d'Arles de la chapelle Bardi. L'Obéissance est assise, avec l'index de la main droite sur sa bouche exigeant le silence d'un moine qui est à genoux devant elle, prêt à recevoir le joug avec soumission.
Sur les côtés se trouvent les vertus de la Prudence, à deux faces et avec le miroir pour regarder par-dessus son épaule, la boussole et un astrolabe pour connaître le monde et recevoir des leçons, et de l'Humilité, avec une bougie : elles ont les auréoles hexagonales typiques des entités abstraites comme elles. Sous l'Humilité, un ange empêche un centaure, symbole de fierté, d'entrer dans la loggia, qui vacille et se retire. En revanche, un homme et une femme à genoux sont accompagnés d'un ange sous le joug de l'Obéissance. Dans les coins, des anges sont agenouillés. Le premier à gauche et le dernier à droite tiennent des cornes dans leurs mains, le rhyton ou récipient de l'huile sacrée avec laquelle les rois d'Israël ont été oints, pour notifier comment ceux qui acceptent le joug deviennent souverains dans le royaume des cieux.
Sur le toit de la loggia se dresse François entre deux anges tenant des cartouches, qui porte également le joug et qui est soutenu par les mains de Dieu qui surgissent au sommet d'un arc céleste.
La scène est attribuée au Maestro delle Vele, un élève de Giotto de formation ombrienne, qui peut être identifié à Angiolello da Gubbio.

### Apothéose de saint François

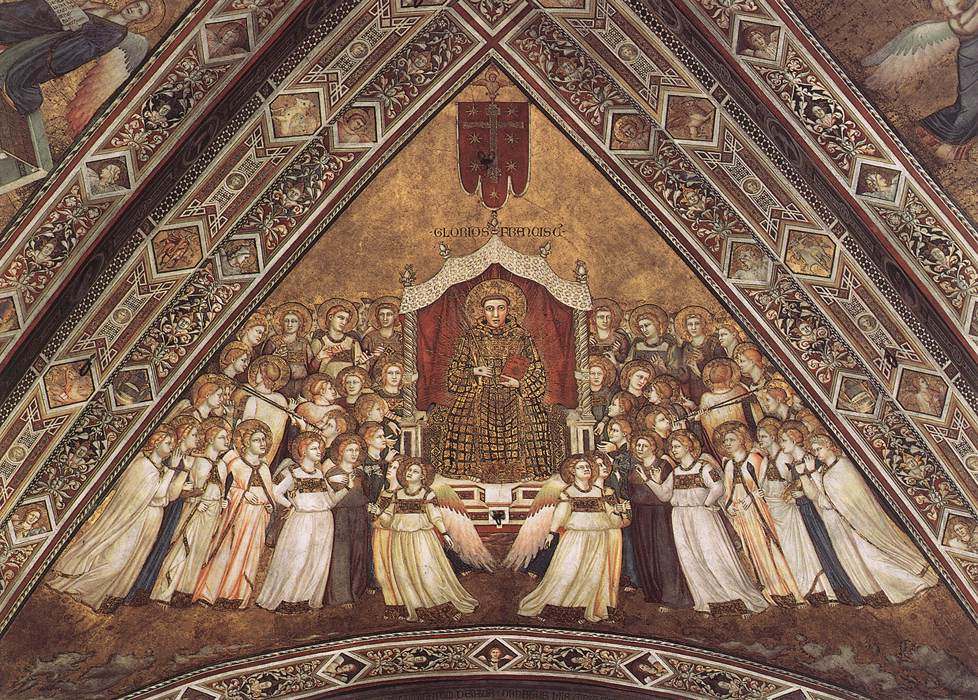
Apothéose de saint François.

Dans le voile vers l'abside, saint François est représenté au centre de la scène sur un trône (« Glorios [us] Francisc [us] »), magnifiquement vêtu et avec une fixité hiératique rappelant les icônes byzantines. Marqué par les stigmates de ses mains et la tonsure de ses cheveux, il tient un livre et une croix de procession, et émet des rayons lumineux. Des armées d'anges en liesse l'entourent.
Au-dessus de lui se trouve le pallium, symbole de triomphe. La scène est attribuée au Maestro delle Vele.

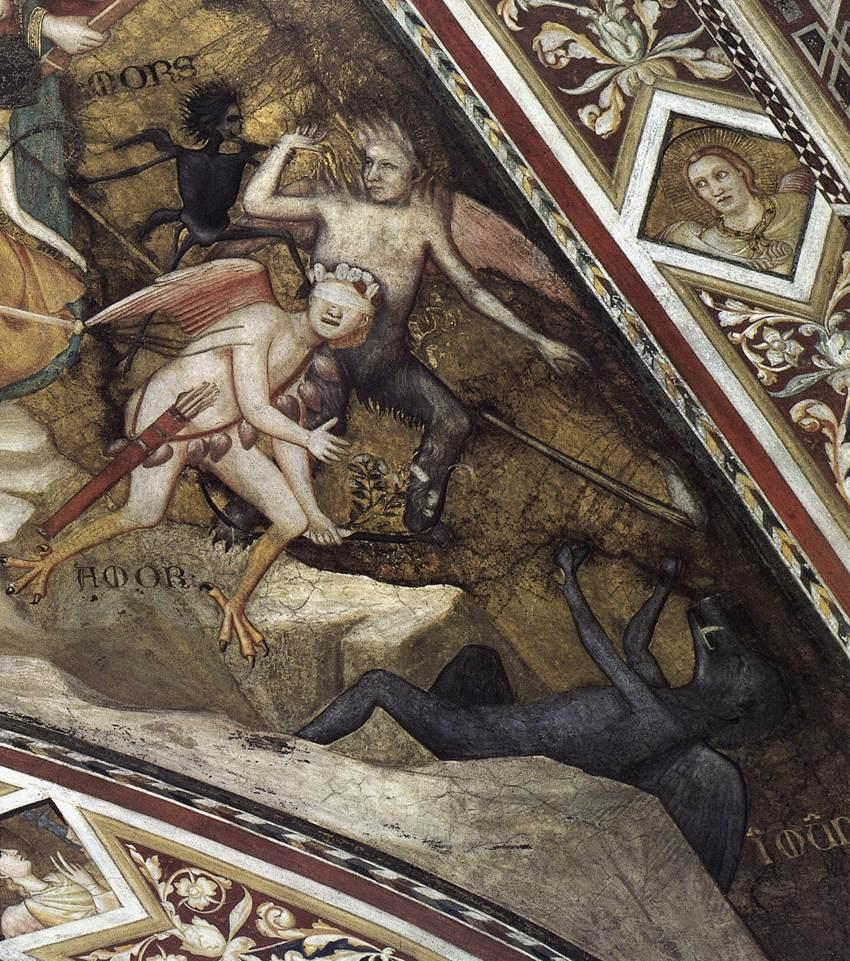
Détail de la Chasteté.

## Galerie d'images

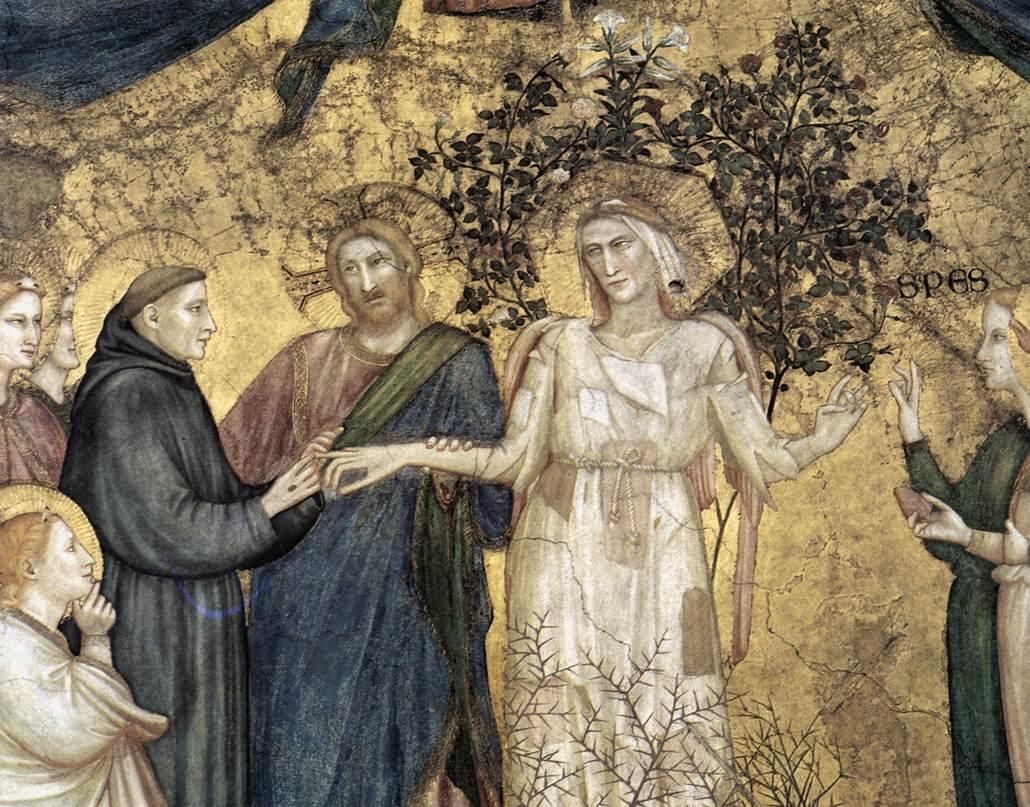
Saint François épouse dame Pauvreté, détail.
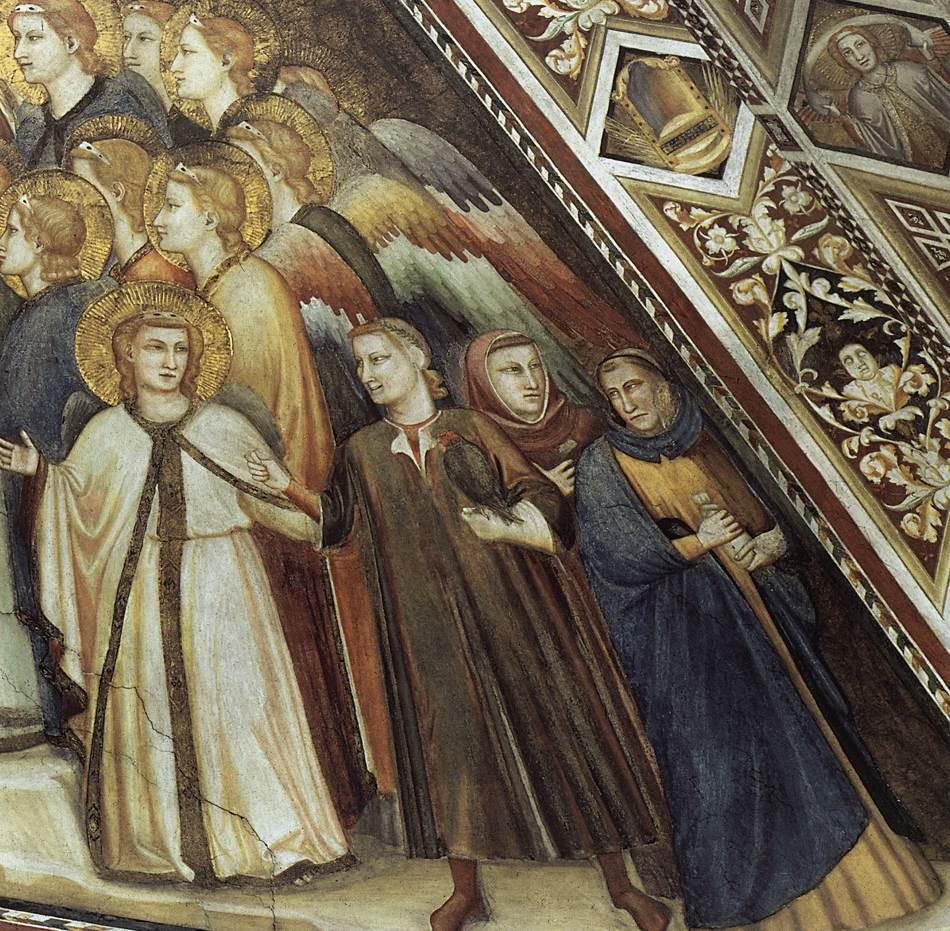
Fierté, Envie et Avarice, détail de la Pauvreté.
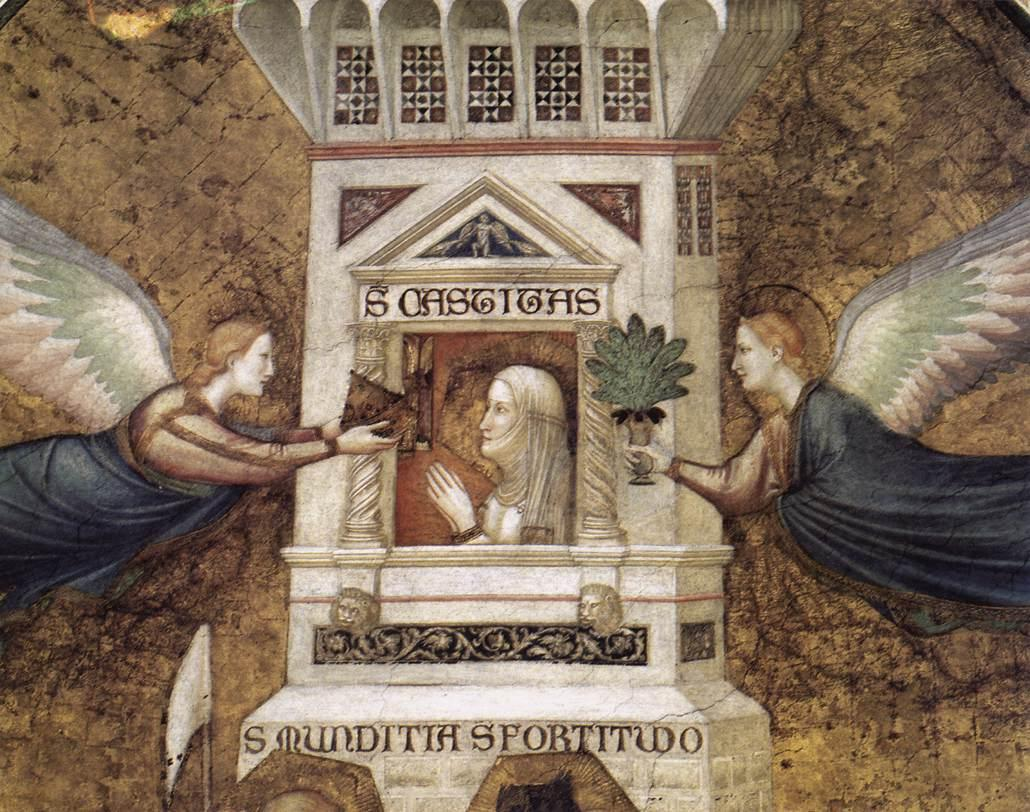
Détail de la Chasteté.
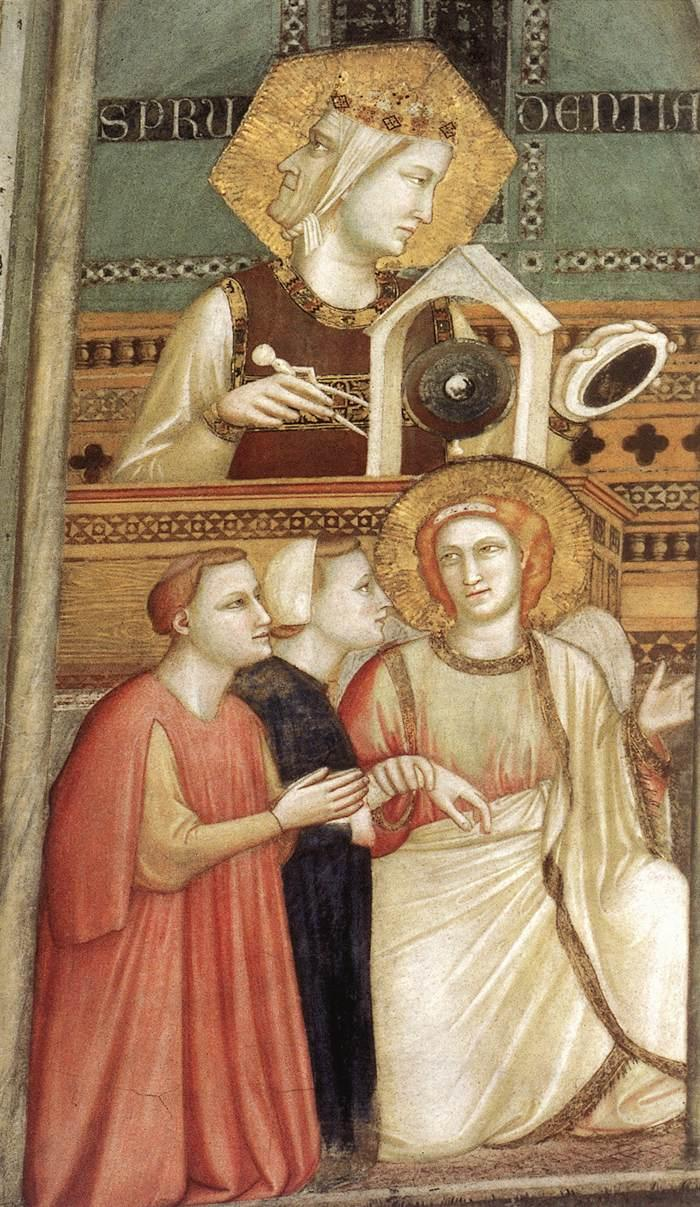
Détail de l'Obéissance.

## Remarques
1. 1 2 3  Baccheschi, cit., p. 122.
2. 1 2 3 4 5 6 7 8 9 10 11 12 13 14 15  TCI, cit., p. 278-279.
3. ↑  Bellosi, cit., p. 155.
4. ↑  Inferno XXV, 2.

## Source de traduction
- (it) Cet article est partiellement ou en totalité issu de l’article de Wikipédia en italien intitulé « Allegorie francescane » (voir la liste des auteurs).